# Championnats du monde de semi-marathon 2012
Navigation
Championnats du monde 2010 Championnats du monde 2014
Les 20es Championnats du monde de semi-marathon ont lieu le 6 octobre 2012 à Kavarna, en Bulgarie. Le parcours comprend trois tours de 5 km et un tour de 6,097 5 km,.

## Médaillés

### Hommes
| Épreuves            | Or                                                              | Argent                                                 | Bronze                                              |
| ------------------- | --------------------------------------------------------------- | ------------------------------------------------------ | --------------------------------------------------- |
| Course individuelle | Zersenay Tadese 1 h 00 min 19 s                                 | Deressa Chimsa 1 h 00 min 51 s (PB)                    | John Nzau Mwangangi 1 h 01 min 01 s                 |
| Par équipes         | Kenya John Nzau Mwangangi Pius Maiyo Kirop Stephen Kosgei Kibet | Érythrée Zersenay Tadese Tewelde Estifanos Kiflom Sium | Éthiopie Deressa Chimsa Belay Assefa Habtamu Assefa |

### Femmes
| Épreuves            | Or                                             | Argent                                                                 | Bronze                                      |
| ------------------- | ---------------------------------------------- | ---------------------------------------------------------------------- | ------------------------------------------- |
| Course individuelle | Meseret Hailu 1 h 08 min 55 s (PB)             | Feyse Tadese 1 h 08 min 56 s (SB)                                      | Paskalia Chepkorir Kipkoech 1 h 09 min 04 s |
| Par équipes         | Éthiopie Meseret Hailu Feyse Tadese Emebt Etea | Kenya Paskalia Chepkorir Kipkoech Lydia Cheromei Pauline Njeri Kahenya | Japon Tomomi Tanaka Mai Ito Asami Kato      |

## Résultats

### Individuel

#### Hommes
| Rang | Athlète                   | Nationalité    | Temps           | Notes |
| ---- | ------------------------- | -------------- | --------------- | ----- |
|      | Zersenay Tadese           | Érythrée       | 1 h 00 min 19 s |       |
|      | Deressa Chimsa            | Éthiopie       | 1 h 00 min 51 s | PB    |
|      | John Nzau Mwangangi       | Kenya          | 1 h 01 min 01 s |       |
| 4    | Pius Maiyo Kirop          | Kenya          | 1 h 01 min 11 s |       |
| 5    | Stephen Kosgei Kibet      | Kenya          | 1 h 01 min 40 s |       |
| 6    | Eliud Kipchoge            | Kenya          | 1 h 01 min 52 s |       |
| 7    | Jackson Kiprop            | Ouganda        | 1 h 02 min 05 s |       |
| 8    | Stephen Mokoka            | Afrique du Sud | 1 h 02 min 06 s |       |
| 9    | Tewelde Estifanos         | Érythrée       | 1 h 02 min 10 s | SB    |
| 10   | Kiflom Sium               | Érythrée       | 1 h 02 min 12 s | SB    |
| 11   | Belay Assefa              | Éthiopie       | 1 h 02 min 17 s |       |
| 12   | Robert Kajuga             | Rwanda         | 1 h 02 min 22 s |       |
| 13   | Mulue Andom               | Érythrée       | 1 h 02 min 23 s |       |
| 14   | Giovani Dos Santos        | Brésil         | 1 h 02 min 32 s |       |
| 15   | Augustus Maiyo            | États-Unis     | 1 h 02 min 33 s | PB    |
| 16   | Habtamu Assefa            | Éthiopie       | 1 h 02 min 35 s |       |
| 17   | Luke Puskedra             | États-Unis     | 1 h 02 min 46 s |       |
| 18   | Gladwin Mzazi             | Afrique du Sud | 1 h 03 min 46 s |       |
| 19   | Nathan Ayeko              | Ouganda        | 1 h 03 min 54 s |       |
| 20   | Jean-Damascène Habarurema | France         | 1 h 03 min 59 s |       |
| 21   | Yuki Kawauchi             | Japon          | 1 h 04 min 04 s |       |
| 22   | Cyriaque Ndayikengurukiye | Rwanda         | 1 h 04 min 05 s | PB    |
| 23   | Liam Adams                | Australie      | 1 h 04 min 08 s |       |
| 24   | Harry Summers             | Australie      | 1 h 04 min 13 s |       |
| 25   | Debesay Tsige             | Érythrée       | 1 h 04 min 15 s | PB    |
| 26   | Solomon Mutai             | Ouganda        | 1 h 04 min 21 s |       |
| 27   | James Kibocha Theuri      | France         | 1 h 04 min 33 s |       |
| 28   | Ian Burrell               | États-Unis     | 1 h 04 min 37 s |       |
| 29   | Tsuyoshi Ugachi           | Japon          | 1 h 04 min 49 s | SB    |
| 30   | Alebachew Debas           | Éthiopie       | 1 h 04 min 52 s |       |

#### Femmes
| Rang | Athlète                     | Nationalité       | Temps           | Notes |
| ---- | --------------------------- | ----------------- | --------------- | ----- |
|      | Meseret Hailu               | Éthiopie          | 1 h 08 min 55 s | PB    |
|      | Feyse Tadese                | Éthiopie          | 1 h 08 min 56 s | SB    |
|      | Paskalia Chepkorir Kipkoech | Kenya             | 1 h 09 min 04 s |       |
| 4    | Lydia Cheromei              | Kenya             | 1 h 09 min 13 s |       |
| 5    | Emebt Etea                  | Éthiopie          | 1 h 10 min 01 s | PB    |
| 6    | Pauline Njeri Kahenya       | Kenya             | 1 h 10 min 22 s |       |
| 7    | Gemma Steel                 | Royaume-Uni       | 1 h 11 min 09 s | PB    |
| 8    | Tomomi Tanaka               | Japon             | 1 h 11 min 09 s |       |
| 9    | Mai Ito                     | Japon             | 1 h 11 min 25 s |       |
| 10   | Caryl Jones                 | Royaume-Uni       | 1 h 11 min 52 s | PB    |
| 11   | Sabrina Mockenhaupt         | Allemagne         | 1 h 12 min 04 s | SB    |
| 12   | Asami Kato                  | Japon             | 1 h 12 min 11 s |       |
| 13   | Maegan Krifchin             | États-Unis        | 1 h 12 min 29 s |       |
| 14   | Lara Tamsett                | Australie         | 1 h 12 min 58 s | SB    |
| 15   | Yoko Miyauchi               | Japon             | 1 h 13 min 00 s |       |
| 16   | René Kalmer                 | Afrique du Sud    | 1 h 13 min 16 s |       |
| 17   | Derbe Godana                | Éthiopie          | 1 h 13 min 16 s | PB    |
| 18   | Adriana Nelson              | États-Unis        | 1 h 13 min 30 s | SB    |
| 19   | Kayo Sugihara               | Japon             | 1 h 13 min 36 s |       |
| 20   | Karolina Jarzynska          | Pologne           | 1 h 13 min 45 s |       |
| 21   | Priscah Jepleting Cherono   | Kenya             | 1 h 13 min 55 s |       |
| 22   | Susan Partridge             | Royaume-Uni       | 1 h 13 min 55 s |       |
| 23   | Azucena Díaz                | Espagne           | 1 h 14 min 05 s | SB    |
| 24   | Carmen Oliveras             | France            | 1 h 14 min 28 s | SB    |
| 25   | Shalane Flanagan            | États-Unis        | 1 h 14 min 41 s |       |
| 26   | Sara Prieto                 | Mexique           | 1 h 15 min 03 s | PB    |
| 27   | Tonya Nero                  | Trinité-et-Tobago | 1 h 15 min 13 s | NR    |
| 28   | Nyakisi Adero               | Ouganda           | 1 h 15 min 26 s | SB    |
| 29   | Zhang Jingxia               | Chine             | 1 h 15 min 51 s | PB    |
| 30   | Peninah Jerop Arusei        | Kenya             | 1 h 15 min 55 s |       |

### Par équipes

#### Hommes
| Rang | Pays           | Athlètes                                                       | Temps           |
| ---- | -------------- | -------------------------------------------------------------- | --------------- |
|      | Kenya          | John Nzau Mwangangi Pius Maiyo Kirop Stephen Kosgei Kibet      | 3 h 03 min 52 s |
|      | Érythrée       | Zersenay Tadese Tewelde Estifanos Kiflom Sium                  | 3 h 04 min 41 s |
|      | Éthiopie       | Deressa Chimsa Belay Assefa Habtamu Assefa                     | 3 h 05 min 43 s |
| 4    | États-Unis     | Augustus Maiyo Luke Puskedra Ian Burrell                       | 3 h 09 min 56 s |
| 5    | Ouganda        | Jackson Kiprop Nathan Ayeko Solomon Mutai                      | 3 h 10 min 20 s |
| 6    | Rwanda         | Robert Kajuga Cyriaque Ndayikengurukiye Jean Marie Uwajeneza   | 3 h 12 min 34 s |
| 7    | Afrique du Sud | Stephen Mokoka Gladwin Mzazi Modike Lucky Mohale               | 3 h 13 min 09 s |
| 8    | France         | Jean-Damascène Habarurema James Kibocha Theuri Benjamin Malaty | 3 h 13 min 49 s |
| 9    | Japon          | Yuki Kawauchi Tsuyoshi Ugachi Naoki Okamoto                    | 3 h 14 min 33 s |
| 10   | Australie      | Liam Adams Harry Summers Clinton Perrett                       | 3 h 15 min 52 s |
| 11   | Mexique        | Carlos Cordero Oscar Cerón Daniel Vargas                       | 3 h 24 min 34 s |
| 12   | Danemark       | Abdi Hakin Ulad Johan Damkjaer Peter Bech                      | 3 h 25 min 07 s |
| 13   | Bulgarie       | Yolo Nikolov Dimcho Mitsov Shaban Mustafa                      | 3 h 31 min 45 s |

#### Femmes
| Rang | pays           | Athlètes                                                         | Temps           |
| ---- | -------------- | ---------------------------------------------------------------- | --------------- |
|      | Éthiopie       | Meseret Hailu Feyse Tadese Emebt Etea                            | 3 h 27 min 52 s |
|      | Kenya          | Paskalia Chepkorir Kipkoech Lydia Cheromei Pauline Njeri Kahenya | 3 h 28 min 39 s |
|      | Japon          | Tomomi Tanaka Mai Ito Asami Kato                                 | 3 h 34 min 45 s |
| 4    | Royaume-Uni    | Gemma Steel Caryl Jones Susan Partridge                          | 3 h 36 min 56 s |
| 5    | États-Unis     | Maegan Krifchin Adriana Nelson Shalane Flanagan                  | 3 h 40 min 40 s |
| 6    | Afrique du Sud | René Kalmer Nolene Conrad Christine Kalmer                       | 3 h 50 min 47 s |
| 7    | Mexique        | Sara Prieto Marisol Romero Maritza Arenas                        | 3 h 51 min 45 s |
| 8    | Brésil         | Sueli Silva Sirlene De Pinho Adriana Da Luz                      | 3 h 54 min 45 s |
| 9    | Bulgarie       | Anita Krasteva Silvia Danekova Iveta Bonova                      | 4 h 11 min 05 s |

## Tableau des médailles
| Rang | Nation   | Or | Argent | Bronze | Total |
| ---- | -------- | -- | ------ | ------ | ----- |
| 1    | Éthiopie | 2  | 2      | 1      | 5     |
| 2    | Kenya    | 1  | 1      | 2      | 4     |
| 3    | Érythrée | 1  | 1      | 0      | 2     |
| 4    | Japon    | 0  | 0      | 1      | 1     |